# Disneyland, mon vieux pays natal
Pour plus de détails, voir Fiche technique et Distribution.
Disneyland, mon vieux pays natal est un téléfilm d'Arnaud des Pallières, qui présente le célèbre parc d'attractions comme un piège, une fête triste.

## Fiche technique
- Image : Arnaud des Pallières
- Son : Martin Wheeler
- Montage : Arnaud des Pallières
- Production : Les Films d’ici, Arte France
- Distribution : Les Films d’ici